# Wulfeniet
Het mineraal wulfeniet is een lood-molybdaat met de chemische formule PbMoO4.

## Eigenschappen
Het oranjegele, olijfgroene of bruine wulfeniet heeft een vettige glans, een geelwitte streepkleur en een imperfecte splijting volgens het kristalvlak [101]. De gemiddelde dichtheid is 6,75 en de hardheid is 3. Het kristalstelsel is tetragonaal en het mineraal is niet radioactief.

## Naam
Het mineraal wulfeniet is genoemd naar de Oostenrijkse mineraloog Franz Xaver von Wulfen (1728 - 1805).

## Voorkomen
Wulfeniet is een secundair lood-mineraal, dat een reeks vormt met stolziet. De typelocatie is Plombières, Villach, Karinthië, Oostenrijk.